# 六六原則
六六原則（又稱六六指引）是香港政治術語，指政府在進行委任職務時，同一人「不能擔任同一公職工作超過六年」及「不能同時出任超過六個公職」兩個原則。六六原則早於香港殖民地時期便已存在，但自從特區政府成立後，當局並未有嚴格執行有關原則。截至2011年6月底，獲委任出任同一公職超過6年的人士達233名。